# 瑪格麗特·哈伍德
瑪格麗特·哈伍德（英語：Margaret Harwood，1885年3月19日—1979年2月6日）是一名美國天文學家，也是瑪麗亞·米切爾天文台的首任台長，專門從事光度測定。1960年發現的一顆小行星被命名為7040 Harwood以紀念她。

## 早年生活和教育
哈伍德於1885年出生於麻薩諸塞州利特爾頓，是赫伯特·約瑟夫·哈伍德（Herbert Joseph Harwood）和艾蜜莉·奧古斯塔·格林（Emelie Augusta Green）的九個孩子之一。1907年，她獲得拉德克利夫學院天文學學士學位，並成為該學院的Phi Beta Kappa成員。1916年，她在加利福尼亞大學柏克萊分校獲得天文學碩士學位。

## 職業生涯

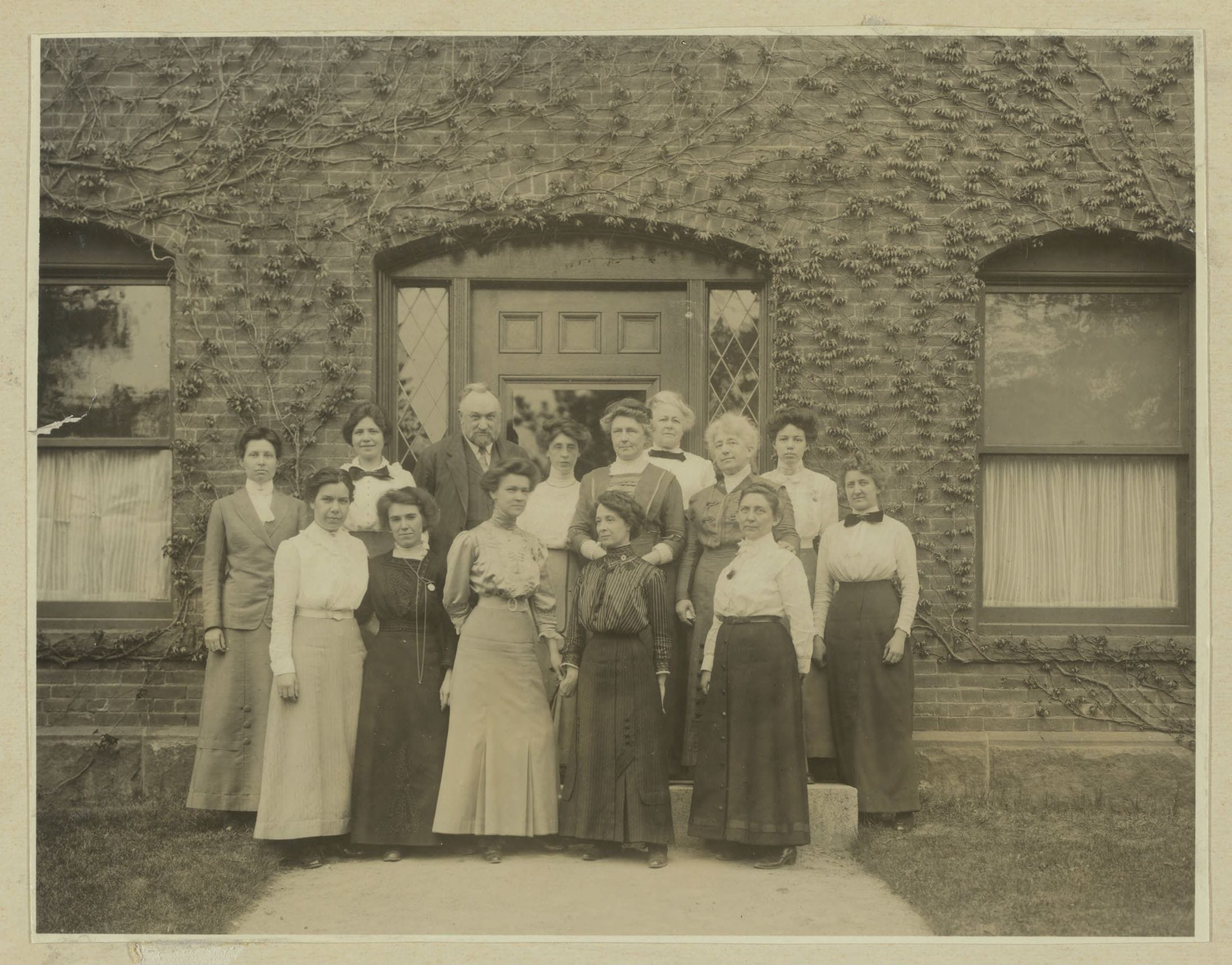
1913年的哈佛計算員；哈伍德在左後方。

1912年，哈伍德從拉德克利夫學院畢業後在哈佛大學天文台工作，並在波士頓地區的私立學校任教，包括波士頓的沃爾克曼學校、劍橋的白金漢學校和戴德姆的福克納學校。不久之後，瑪麗亞·米切爾天文台為女性設立天文獎學金，哈伍德是第一位獎學金得主，獲得了1,000美元的獎學金。在擔任研究員期間，她經常往返於米切爾天文台和哈佛大學天文台之間，繼續為兩個天文台工作。雖然米切爾天文台在1915年向她發出重返天文台的邀請，但她還是決定前往加州漢密爾頓山的利克天文台，在那裡她不僅要繼續自己的工作，還要努力獲得天文學碩士學位。
1916年，30歲的哈伍德被任命為米切爾天文台台長，一直工作到1957年退休。多年來，她是第一位也是唯一一位被聘為天文台台長的女性，天文台的經費是獨立的。她的專長是光度測定，包括測量恆星和小行星的光線變化，特別是她在哈佛大學天文台工作期間發現的小行星433愛神星。作為美國天文學會會士和英國皇家天文學會會士，她在歐洲和美國遊歷廣泛。1923年，她成為第一位進入威爾遜山天文台的女性，並於1924年成為第一位獲準使用該天文台60英寸望遠鏡的女性，該望遠鏡是當時世界上最大的望遠鏡。
1917年，在喬治·亨利·彼得斯正式承認小行星886之前四天，她發現了這顆小行星。 當時，「她身邊的資深人士建議她不要將其作為新發現上報，因為將一個女人推到輿論的風口浪尖是不合適的」。不過，哈伍德還是將她發現小行星的照片寄給彼得斯，以便彼得斯將其納入小行星軌道的研究中。1960年，在帕洛馬山天文台發現的一顆小行星以她的名字命名為7040 Harwood。

## 個人生活
哈伍德是一位虔誠的一位論信徒。她是南塔克特別墅醫院的理事，二戰期間曾在麻省理工學院任教。1979年2月6日，她在麻薩諸塞州波士頓去世，享年93歲。她被安葬在利特爾頓的韋斯特勞恩公墓。

## 榮譽
哈伍德是第一位獲得牛津大學榮譽博士學位的女性。1957年從瑪麗亞·米切爾天文台退休後，她被母校拉德克利夫學院授予研究生分會獎章，以紀念她在天文學方面的成就。1960年，科內利斯·約翰內斯·范豪滕和英格麗德·范豪滕-赫魯內費爾德發現小行星2642 P-L，並將其命名為「Harwood」。1962年，她獲得安妮·坎農天文學獎。

## 延伸閱讀
- Jane Lancaster. . UPNE. 2004: 187  [September 10, 2012]. ISBN 9781555536121. Margaret Harwood.
- . Nantucket Maria Mitchell Association. 1959.
- . Nantucket Maria Mitchell Association. 1968. Bibcode:1968sofh.book.....D. OCLC 861088.
- Shearer, Benjamin F.; Shearer, Barbara S. . Westport, CT: Greenwood Press. 1997: 176–178. ISBN 978-0-313-29303-0.

## 外部連結
- Littleton astronomer Margaret Harwood remembered for achievements
- Papers of Margaret Harwood, 1891-1971. Schlesinger Library （页面存档备份，存于）, Radcliffe Institute, Harvard University.